# Pianura di Messara

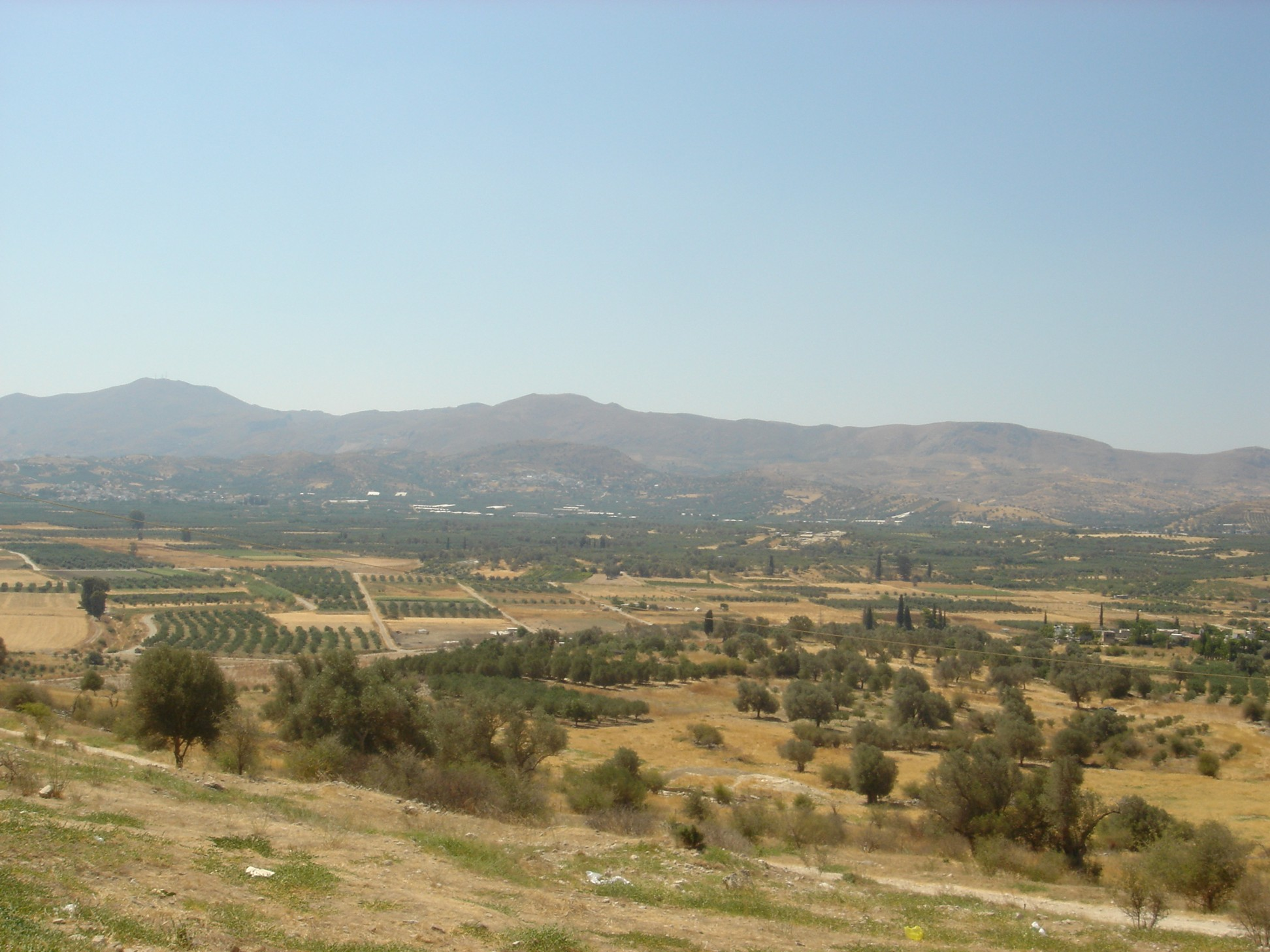
Pianura di Messara, dopo Festo

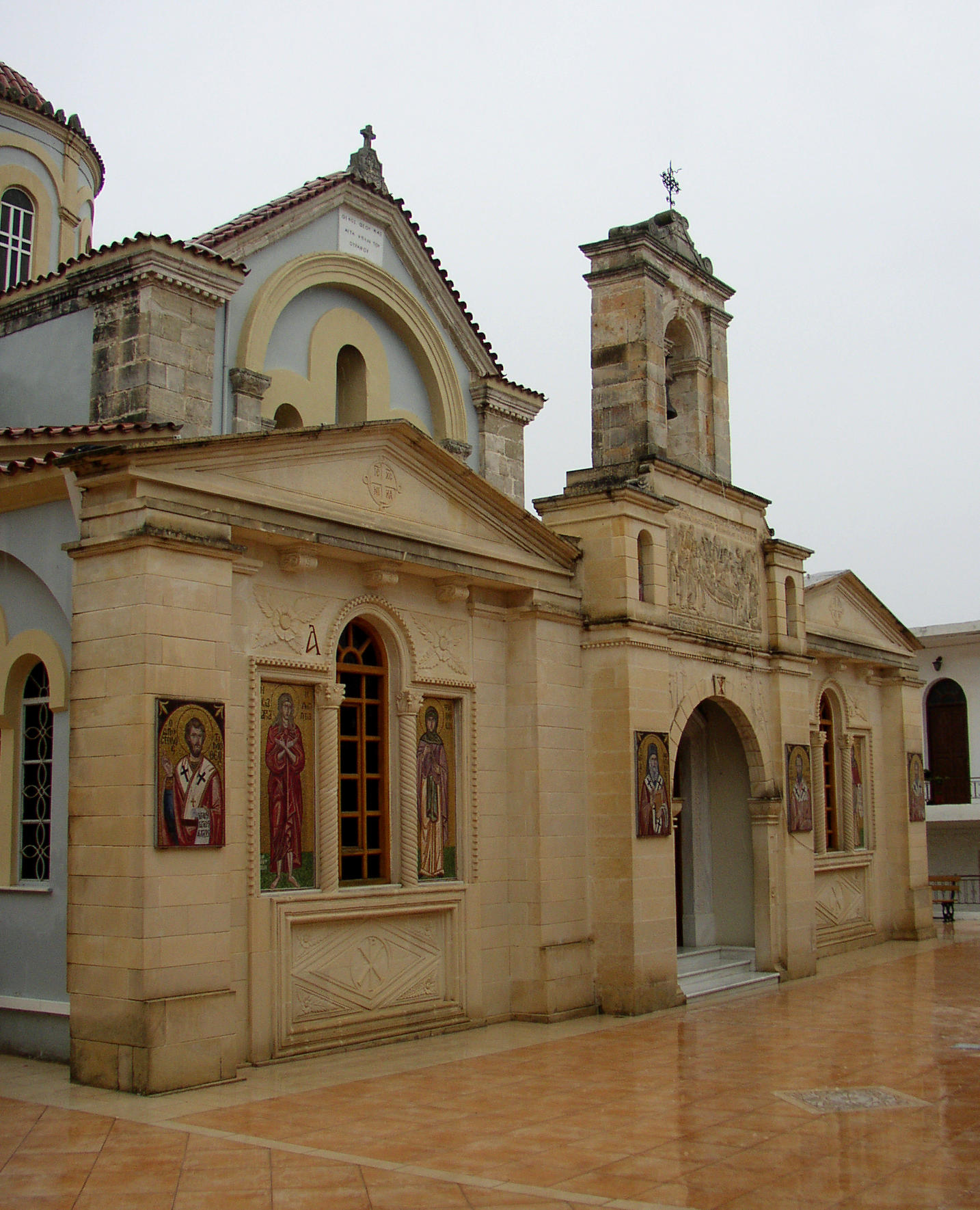
Panagia Kaliviani

La Pianura di Mesara o Messara è una pianura illuviale situata nella Creta meridionale, dominata dall'alto, verso est, dalle rovine della città minoica di Festo.

## Storia
La fertile pianura di Messara si è ritrovata popolata molto presto testimoniando la prosperità di molte città cretesi, tra le quali Aghia Triada, Gortina, Kommos e la già citata Festo. Essa si estende per circa 50–59 km, con una larghezza di circa 7 km, tra le montagne bianche e i monti Asteroussia, e tra il Mar Libico a ovest e il Monte Ida a est.
Fin dal 1500 a.C. la pianura è cresciuta di 6 km a causa del trasporto dei sedimenti illuviali.  Si è scoperto che le argille della Messara sono state la materia prima per fabbricare significative quantità di ceramica minoica cretese, i tipi di suolo e roccia ai margini del Messara, particolarmente le colline pedemontane delle montagne Asterousia a sud e della zona collinare, a nord all'interno delle montagne Psiloritis.
Ai nostri giorni, la pianura di Messara è chiamata popolarmente il "frutteto di Creta", per gli impianti realizzati da numerosi esercenti agricoli, approfittando del suo fertile suolo.